# شيش مارين
شيش مارين (بالإنجليزية: Cheech Marin)‏ (و. 1946  م) هو ممثل، وجامع تحف، وكاتب، وكاتب سيناريو، وممثل أفلام، وممثل تلفزي، ومؤدي أصوات، من الولايات المتحدة، ولد في لوس أنجلوس.

## التعليم
تعلم في جامعة كاليفورنيا، نورث ردج.

## وصلات خارجية
- شيش مارين على موقع IMDb (الإنجليزية)
- شيش مارين على موقع روتن توميتوز (الإنجليزية)
- شيش مارين على موقع ألو سيني (الفرنسية)
- شيش مارين على موقع ميوزك برينز (الإنجليزية)
- شيش مارين على موقع أول موفي (الإنجليزية)
- شيش مارين على موقع قاعدة بيانات برودواي على الإنترنت (الإنجليزية)
- شيش مارين على موقع قاعدة بيانات برودواي على الإنترنت (الإنجليزية)
- شيش مارين على موقع قاعدة بيانات الأفلام السويدية (السويدية)
- شيش مارين على موقع إن إن دي بي (الإنجليزية)
- شيش مارين على موقع ديسكوغز (الإنجليزية)